# Demi de Jong
Demi de Jong (Ossendrecht, Woensdrecht, Brabant del Nord, 11 de febrer de 1995) fou una ciclista neerlandesa professional des del 2014 i fins al 2022.
La seva germana Thalita també s'ha dedicat al ciclisme.

## Palmarès
- 2015
  -  Campiona dels Països Baixos sub-23 en ruta